# لایورمپ
لایورمپ (انگلیسی: LiveRamp) شرکت فناوری اطلاعات آمریکایی است، که در سال ۱۹۶۹ تأسیس شد.